# IAEI
국제전기감리자협회(International Association of Electrical Inspectors, IAEI)는 국제 전기 감리자들의 국제조직이다. 전기 코드 및 표준개발, 검사원 교육 및 인증, 전문가 지도력 향상을 통해 업계 전반의 전기 안전을 홍보, 안정성 향상을 도모하기 위해 1928년 설립된 회원제 비영리 협회이다. 각 국의 전기 감리자 및 협회, 시험기관, 표준기구, 제조업체, 유통업체, 설치 업체 등 다양한 그룹과 함께 활동을 하고 있다. 국제 사무국은 간행물, 인증 테스트 및 교육을 제공한다. 미국 텍사스에 본부가 있다.